# سیارک ۸۹۵۹
سیارک ۸۹۵۹ (به انگلیسی: 8959 Oenanthe، نامگذاری:2550P-L) هشت هزار و نهصد و پنجاه و نهمین سیارک کشف شده‌است که در ۲۴ سپتامبر ۱۹۶۰ کشف شد.
قدر مطلق سیارک برابر ۱۵٫۳۰ است.